# Taiki (Mie)
Taiki (大紀町 Taiki-chō?) es un pueblo localizado en la prefectura de Mie, Japón. En junio de 2019 tenía una población de 8.016 habitantes y una densidad de población de 34,4 personas por km². Su área total es de 233,32 km².

## Geografía

### Localidades circundantes
- Prefectura de Mie
  - Watarai
  - Minamiise
  - Kihoku
  - Ōdai

## Demografía
Según datos del censo japonés, la población de Taiki ha disminuido en los últimos años.
| Año del censo | Población |
| ------------- | --------- |
| 1995          | 11.921    |
| 2000          | 11.334    |
| 2005          | 10.788    |
| 2010          | 9.846     |
| 2015          | 8.939     |